# Mare Moscoviense
Il mare Moscoviense è un mare lunare situato all'interno del Bacino Moscoviense; nonostante le sue ridotte dimensioni, se paragonato agli altri mari lunari, si tratta del mare più esteso della faccia nascosta della Luna, nonché uno dei pochissimi mari di questo emisfero. Così come il mare Marginis, il mare Moscoviense appare essere discretamente sottile; tuttavia, a differenza del primo, questo è situato in modo evidente all'interno di un grande bacino da impatto, uno dei più profondi fra tutti i bacini della faccia nascosta.
La grande profondità di questo mare, in contrasto con i vicini altopiani, probabilmente è una delle cause che ha permesso la formazione di un plateau basaltico in questa regione della faccia nascosta, tendenzialmente priva di queste strutture; in effetti, ben pochi bacini della faccia nascosta sono profondi a sufficienza da essere stati sede di attività vulcanica. Sebbene infatti i grandi crateri da impatto siano presenti in entrambi gli emisferi della Luna, è soltanto nella faccia visibile che si è concentrata la quasi totalità dell'attività vulcanica lunare. Nonostante ciò, è comunque da notare che il bacino più profondo dell'intera superficie lunare, il bacino Polo Sud-Aitken, sia anch'esso quasi privo di rocce vulcaniche.
La struttura del bacino da impatto che ospita il mare Moscoviense risale al periodo Nettariano, come la gran parte dei grandi bacini lunari; il basalto che ricopre la parte centrale del bacino per dare origine al mare Moscoviense risale invece all'Imbriano superiore. Tramite i dati della missione SELENE, gli scienziati hanno proposto che il vulcanismo del mare Moscoviense sia stato attivo fino a circa 1,5 miliardi di anni fa (Eratosteniano); secondo altre teorie però il mare sarebbe il risultato di un impatto di un insieme di meteoriti che avrebbero fornito l'energia sufficiente da fondere il materiale crostale provocando la fusione della roccia.
Il mare è bordato dal cratere Komarov, a sudest, e dal cratere Titov, sul bordo settentrionale.
Il nome mare Moscoviense è dovuto al fatto che questo mare è presente nella prima immagine mai catturata della faccia nascosta della Luna, ad opera della sonda sovietica Luna 3. Inizialmente fu proposto il nome "mare Moscovrae" ma l'Unione astronomica internazionale ha ratificato la versione mare Moscoviense.